# 蓮潭國際會館
蓮潭國際會館是位於臺灣高雄市左營區的建築。2005年至2024年時曾為台灣首府大學附屬實習旅館，2024年後轉由國立陽明交通大學使用。

## 歷史

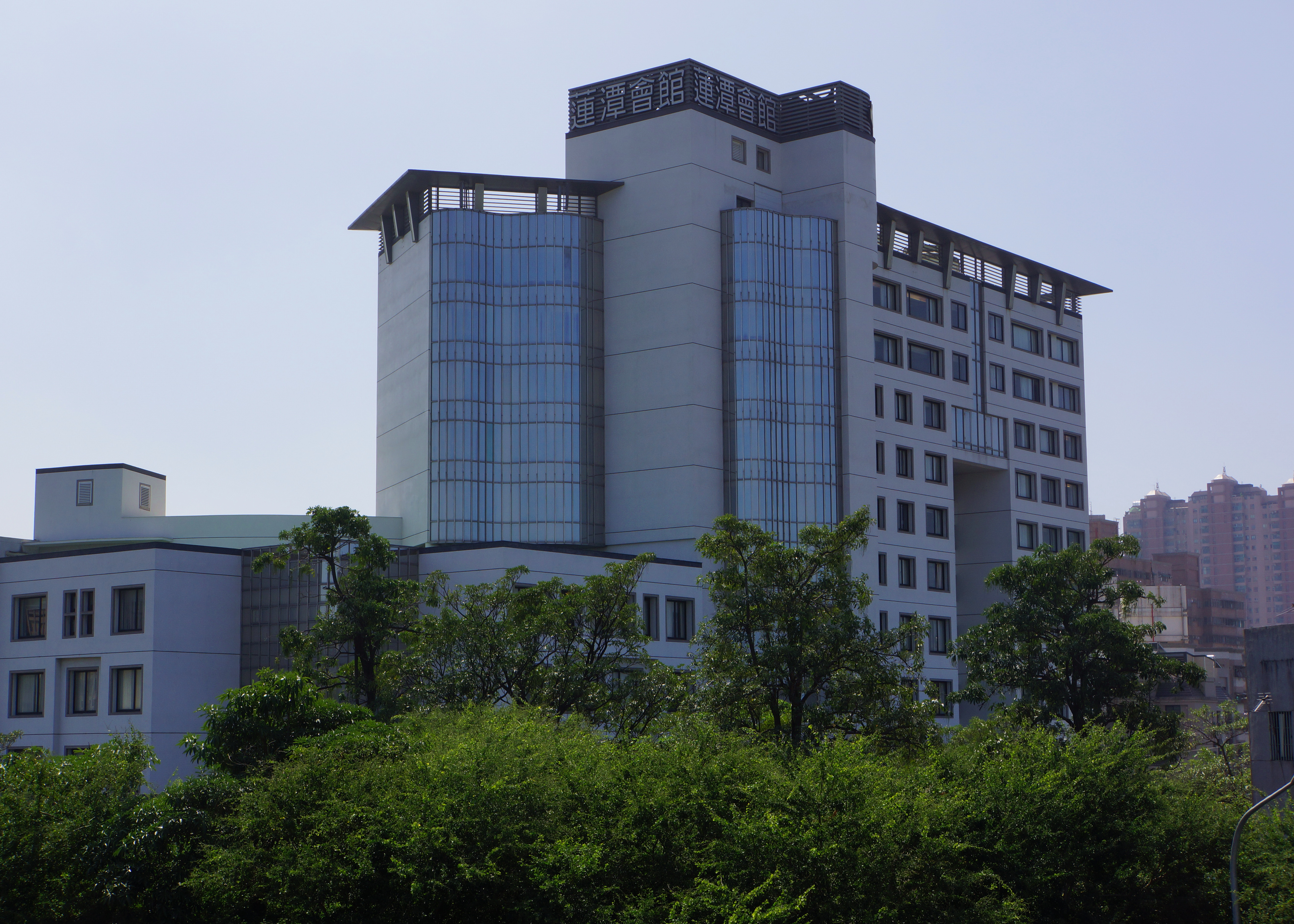
蓮潭國際會館

原址為高雄市政府人力發展局（現高雄市政府公務人力發展中心）附設蓮潭國際文教會館，主要作為公務人員教育訓練之用。
2004年以ROT模式委託台灣首府大學經營管理，2005年10月4日正式營運。當時為臺灣最大的實習旅館，與福華飯店建教合作。
2012年臺灣首府大學續與高雄市政府合作簽約，於小港區的高雄市立空中大學進行「高雄國際會館」BOT案，打造青年旅館和機場飯店，2015年11月10日第一期計畫高雄國際會館正式開幕。
2024年，台灣首府大學停辦而提前於2023年底解約，同年高雄市政府與國立陽明交通大學共同籌設高雄分部於會館內；同年9月，蓮潭國際會館宣佈至同年11月30日旅館用途營業結束。

## 外部連結
- 蓮潭國際會館的Facebook專頁